# Burnettsville
Burnettsville is een plaats (town) in de Amerikaanse staat Indiana, en valt bestuurlijk gezien onder White County.

## Demografie
Bij de volkstelling in 2000 werd het aantal inwoners vastgesteld op 373.
In 2006 is het aantal inwoners door het United States Census Bureau geschat op 352, een daling van 21 (-5,6%).

## Geografie
Volgens het United States Census Bureau beslaat de plaats een oppervlakte van
1,9 km², geheel bestaande uit land. Burnettsville ligt op ongeveer 217 m boven zeeniveau.

## Plaatsen in de nabije omgeving
De onderstaande figuur toont nabijgelegen plaatsen in een straal van 20 km rond Burnettsville.